# Horatosphaga parensis
Horatosphaga parensis är en insektsart som beskrevs av Hemp, C. 2002. Horatosphaga parensis ingår i släktet Horatosphaga och familjen vårtbitare. Inga underarter finns listade i Catalogue of Life.